# 夏威夷半稜鯷
夏威夷半棱鯷（学名：Encrasicholina purpurea）為輻鰭魚綱鲱形目鳀科的其中一種，其种加词“purpurea”意为“紫色的”。分布於中東太平洋區的夏威夷群島海域，棲息深度可達50公尺，本魚體延長，腹部圓，上頷尖鈍，並延伸至前鰓蓋邊緣，臀鰭短，臀鰭軟條13-15條，體長可達7.5公分，棲息在沿海、海灣、河口，可做為食用魚或餌魚。